# 349e Squadron RAF
Het 349e Squadron is een jagerssquadron van de Belgische Luchtcomponent van Defensie. Het squadron vindt zijn oorsprong in het No. 349 (Belgian) Squadron van de Royal Air Force, opgericht in 1942 als onderdeel van de Vrije Belgische Strijdkrachten tijdens de Tweede Wereldoorlog. Het werd in 1946 overgedragen aan de heropgerichte Belgische luchtmacht, samen met het 350e Squadron. Het wordt beschouwd als een "ere"-squadron, maar behoudt zijn oorspronkelijke naam en nummering en vliegt sindsdien onder de Belgische vlag. Vandaag maakt het deel uit van de 10e Tactische Wing, die de F-16 Fighting Falcon inzet vanaf de vliegbasis Kleine-Brogel.

## Geschiedenis

### Royal Air Force (1942-46)
No 349 (Belgian) Squadron werd als Royal Air Force squadron opgericht door Belgisch personeel op RAF Ikeja (bij Lagos) op 10 november 1942. Na de oprichting van 350e squadron kreeg het tijdelijk nummer 351 tot het effectief nummer 349 kreeg. Het squadron werd uitgerust met de Curtiss Tomahawk voor lokale verdedigingstaken maar het squadron werd niet als zodanig operationeel. De piloten werden in plaats daarvan ingezet voor het overzetten van vliegtuigen naar het Midden-Oosten. Het squadron werd in mei 1943 ontbonden en het personeel overgeplaatst naar het Verenigd Koninkrijk. Op 5 juni 1943 werd het squadron gereformeerd op RAF Wittering, met de Supermarine Spitfire V en werd in augustus 1943 operationeel op RAF Digby. Het squadron verhuisde naar Zuid-Engeland om boven Frankrijk te opereren als bommenwerperescorte en low-level sweeps. Begin 1944 begon het met de opleiding tot jachtbommenwerpereenheid en opereerde vervolgens als zodanig in bezet Europa. Tijdens de invasie van Normandië voerde het patrouilles uit op het strand en werd gebruikt als bommenwerper escorte. In augustus 1944 verhuisde het squadron naar Frankrijk, in de rol van jachtbommenwerper, en voerde gewapende verkenningen uit achter vijandelijke stellingen, waarbij gelegenheidsdoelen werden aangevallen (voornamelijk voertuigen). In februari 1945 keerde het squadron terug naar Engeland om over te schakelen op de Hawker Tempest. Dit verliep niet goed: de conversie eindigde in april en het squadron kocht opnieuw Spitfire IX's en opereerde vanuit Nederland. Het verhuisde naar België en werd ontbonden als een RAF-squadron op 24 oktober 1946 bij de overdracht aan de Belgische Luchtmacht, met behoud van het nummer.
De laatste Belgische piloot die tijdens D-day voor het oorspronkelijke 349e squadron vloog, Joseph Moureau, overleed in 2020 op 99-jarige leeftijd.
Tijdens de Tweede Wereldoorlog dienden in totaal 521 Belgische officieren bij de RAF, waarbij er 128 sneuvelden.
| Toestel              | Varian  | Van      | Tot      |
| -------------------- | ------- | -------- | -------- |
| Curtiss Tomahawk     | Mk.I    | jan 1943 | apr 1943 |
| Supermarine Spitfire | Mk.V    | jun 1943 | feb 1944 |
| Supermarine Spitfire | LF.IXe  | feb 1944 | feb 1945 |
| Hawker Tempest       | Mk.V    | feb 1945 | apr 1945 |
| Supermarine Spitfire | Mk.IXb  | apr 1945 | mei 1945 |
| Supermarine Spitfire | LF.XVIe | mei 1945 | okt 1946 |

| Naam                                                  | van      | tot      |
| ----------------------------------------------------- | -------- | -------- |
| Sqn Ldr Ivan du Monceau de Bergendael, DFC & Bar, CdG | jan 1943 | jul 1944 |
| Sqn Ldr Albert Van de Velde                           | jul 1944 | maa 1945 |
| Sqn Ldr Raymond "Cheval" Lallemant, DFC & Bar         | maa 1945 | dec 1945 |
| Sqn Ldr Albert Van de Velde, DFC                      | dec 1945 | okt 1946 |

### Belgische Luchtmacht (1946-heden)

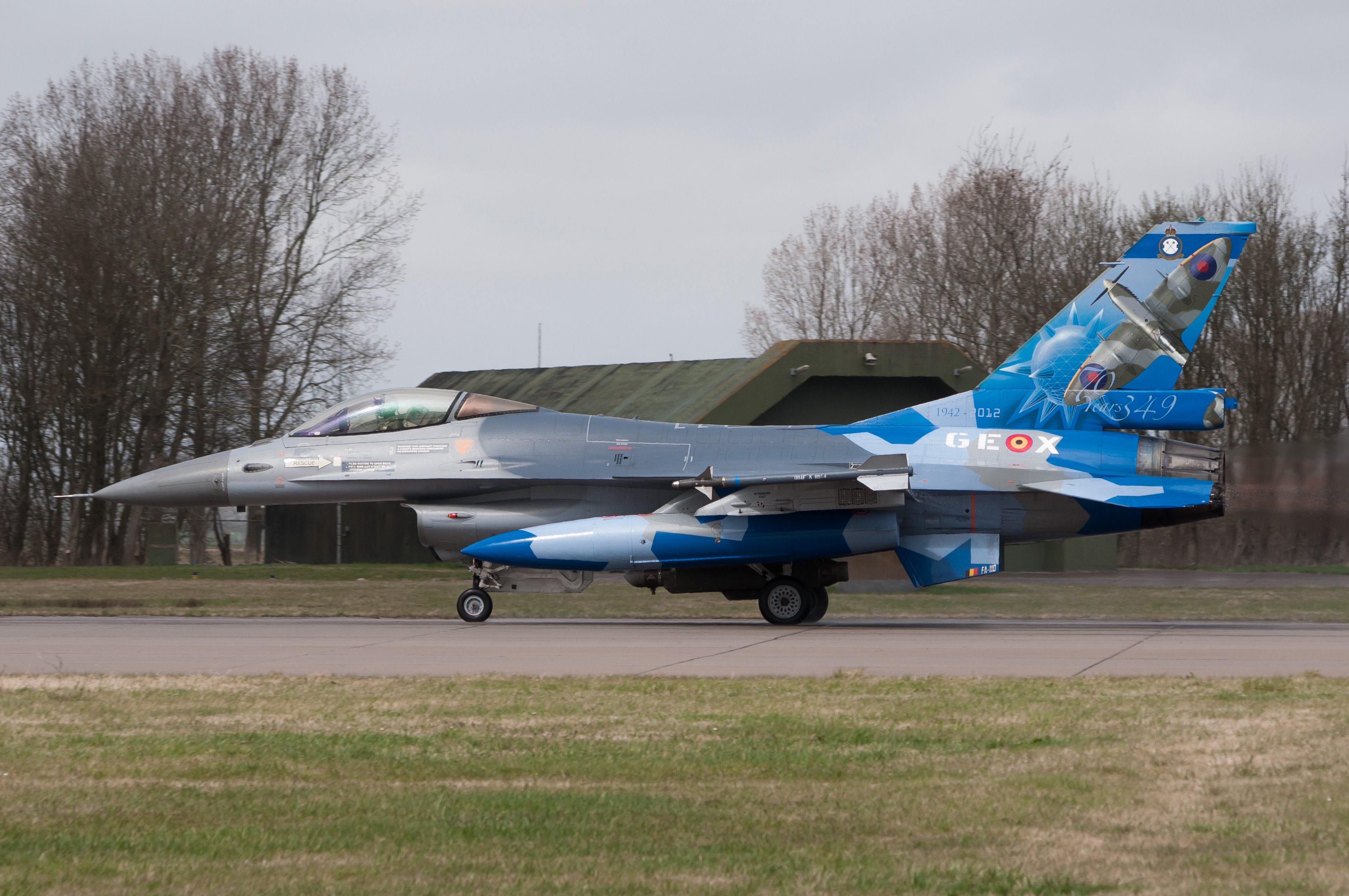
F-16 Fighting Falcon van het 349e Squadron

Het squadron  werd in 1946 overgedragen aan de heropgerichte Belgische luchtmacht, samen met het 350e Squadron en als eenheid hierin geIntegreerd. Het wordt beschouwd als een "ere"-squadron, maar behoudt zijn oorspronkelijke naam en nummering en vliegt sindsdien onder de Belgische vlag. 
Het squadron leeft verder in de 1e Jacht Alle Weer-wing op de vliegbasis Beauvechain. In 1946 werd nog gevlogen met Spitfires, vanaf 1948 opgevolgd door de Gloster Meteor en een korte periode in 1957 en 1958 met Hawker Hunter toestellen. Van 1957 tot 1964 vloog het squadron met de Avro Canada CF-100 Canuck. In december 1957 werden de eerste 15 Canucks operationeel, van de in totaal 53 toestellen die bij de Belgische luchtmacht gebruikt zouden worden. In 1964 converteert het squadron naar de Lockheed F-104 Starfighter en in 1980 naar de F-16 Fighting Falcon. Op 29 januari 1979 werd de eerste in Europa gebouwde F-16 voor de Belgische luchtmacht afgeleverd. 349th Sqn was in mei 1980 het eerste operationele F-16 squadron in de NAVO.
In 1996 werd de 1e Jachtwing in Beauvechain ontbonden en wordt het squadron deel van de 10e Tactische Wing, die de F-16 Fighting Falcon inzet vanaf de vliegbasis Kleine-Brogel. Van 1998 tot 2000 stond de eenheid onder leiding van toekomstig Belgisch astronaut Frank De Winne. In 1999 nam de eenheid deel aan Operatie Allied Force: de NAVO-bombardementen op Joegoslavië. In 2004 was het het eerste squadron dat werd ingezet op de vliegbasis Siauliai in Litouwen in het kader van de Baltic Air Policing operatie. In 2005, 2008, 2009, 2010, 2011, 2012 en 2014 werd het telkens ingezet in Kabul en Kandahar in het kader van de ISAF-missie in Afghanistan. In 2011 maakte het deel uit van Operatie Unified Protector tijdens de Libische burgeroorlog.
Actieve squadrons:
1 ·
2 ·
3 ·
4 ·
6 ·
7 ·
8 ·
9 ·
10 ·
11 ·
12 ·
13 ·
14 ·
16 ·
17 ·
18 ·
19 ·
20 ·
22 ·
23 ·
24 ·
27 ·
28 ·
29 ·
30 ·
31 ·
32 ·
33 ·
39 ·
41 ·
42 ·
43 ·
45 ·
47 ·
51 ·
54 ·
55 ·
56 ·
60 ·
70 ·
72 ·
78 ·
84 ·
99 ·
100 ·
101 ·
111 ·
120 ·
201 ·
202 ·
207 ·
208 ·
216 ·
230 ·
617 

Inactieve squadrons: 

5 ·
15 ·
21 ·
25 ·
26 ·
34 ·
35 ·
36 ·
37 ·
38 ·
40 ·
44 ·
46 ·
48 ·
49 ·
50 ·
52 ·
53 ·
57 ·
58 ·
59 ·
61 ·
62 ·
63 ·
64 ·
65 ·
66 ·
67 ·
68 ·
69 ·
73 ·
74 ·
76 ·
77 ·
79 ·
80 ·
81 ·
82 ·
83 ·
85 ·
86 ·
87 ·
88 ·
89 ·
90 ·
91 ·
92 ·
93 ·
94 ·
95 ·
96 ·
97 ·
98 ·
102 ·
103 ·
104 ·
105 ·
106 ·
107 ·
108 ·
109 ·
110 ·
112 ·
113 ·
114 ·
115 ·
116 ·
117 ·
118 ·
119 ·
122 ·
123 ·
124 ·
125 ·
126 ·
127 ·
128 ·
129 ·
130 ·
131 ·
132 ·
134 ·
135 ·
136 ·
137 ·
138 ·
139 ·
140 ·
141 ·
142 ·
143 ·
144 ·
145 ·
146 ·
147 ·
148 ·
149 ·
150 ·
151 ·
152 ·
153 ·
154 ·
155 ·
156 ·
157 ·
158 ·
159 ·
160 ·
161 ·
162 ·
163 ·
164 ·
165 ·
166 ·
167 ·
168 ·
169 ·
170 ·
171 ·
172 ·
173 ·
174 ·
175 ·
176 ·
177 ·
178 ·
179 ·
180 ·
181 ·
182 ·
183 ·
184 ·
185 ·
186 ·
187 ·
188 ·
189 ·
190 ·
191 ·
192 ·
193 ·
194 ·
195 ·
196 ·
197 ·
198 ·
199 ·
200 ·
203 ·
204 ·
205 ·
206 ·
209 ·
210 ·
211 ·
212 ·
213 ·
214 ·
215 ·
217 ·
218 ·
219 ·
220 ·
221 ·
222 ·
223 ·
224 ·
225 ·
226 ·
227 ·
228 ·
229 ·
231 ·
232 ·
233 ·
234 ·
235 ·
236 ·
237 ·
238 ·
239 ·
240 ·
241 ·
242 ·
243 ·
244 ·
245 ·
246 ·
247 ·
248 ·
249 ·
250 ·
251 ·
252 ·
253 ·
254 ·
255 ·
256 ·
257 ·
258 ·
259 ·
260 ·
261 ·
262 ·
263 ·
264 ·
265 ·
266 ·
267 ·
268 ·
269 ·
270 ·
271 ·
272 ·
273 ·
274 ·
275 ·
276 ·
277 ·
278 ·
279 ·
280 ·
281 ·
282 ·
283 ·
284 ·
285 ·
286 ·
287 ·
288 ·
289 ·
290 ·
291 ·
292 ·
293 ·
294 ·
295 ·
296 ·
297 ·
298 ·
299 ·
353 ·
354 ·
355 ·
356 ·
357 ·
358 ·
359 ·
360 ·
361 ·
510 ·
511 ·
512 ·
513 ·
514 ·
515 ·
516 ·
517 ·
518 ·
519 ·
520 ·
521 ·
524 ·
525 ·
526 ·
527 ·
528 ·
529 ·
530 ·
531 ·
532 ·
533 ·
534 ·
535 ·
536 ·
537 ·
538 ·
539 ·
540 ·
541 ·
542 ·
543 ·
544 ·
545 ·
546 ·
547 ·
548 ·
549 ·
550 ·
567 ·
569 ·
570 ·
571 ·
575 ·
576 ·
577 ·
578 ·
582 ·
586 ·
587 ·
595 ·
597 ·
598 ·
618 ·
619 ·
620 ·
621 ·
622 ·
623 ·
624 ·
625 ·
626 ·
627 ·
628 ·
629 ·
630 ·
631 ·
635 ·
639 ·
640 ·
644 ·
650 ·
651 ·
652 ·
653 ·
654 ·
655 ·
656 ·
657 ·
658 ·
659 ·
660 ·
661 ·
662 ·
663 ·
664 ·
665 ·
666 ·
667 ·
668 ·
669 ·
670 ·
671 ·
672 ·
673 ·
679 ·
680 ·
681 ·
682 ·
683 ·
684 ·
691 ·
692 ·
695

Commonwealth luchtmachteenheden aangesloten bij de RAF tijdens de Tweede Wereldoorlog

Australië – RAAF: 450 ·
451 ·
452 ·
453 ·
454 ·
455 ·
456 ·
457 ·
458 ·
459 ·
460 ·
461 ·
462 ·
463 ·
464 ·
466 ·
467

Canada – RCAF: 400 ·
401 ·
402 ·
403 ·
404 ·
405 ·
406 ·
407 ·
408 ·
409 ·
410 ·
411 ·
412 ·
413 ·
414 ·
415 ·
416 ·
417 ·
418 ·
419 ·
420 ·
421 ·
422 ·
423 ·
424 ·
425 ·
426 ·
427 ·
428 ·
429 ·
430 ·
431 ·
432 ·
433 ·
434 ·
435 ·
436 ·
437 ·
438 ·
439 ·
440 ·
441 ·
442 ·
443

Nieuw-Zeeland – RNZAF: 75 ·
485 ·
486 ·
487 ·
488 ·
489 ·
490

Squadrons die gevormd zijn voor niet-leden van de Commonwealth tijdens de Tweede Wereldoorlog

Verenigde Staten: 71 ·
121 ·
133 · Polen: 300 ·
301 ·
302 ·
303 ·
304 ·
305 ·
306 ·
307 ·
308 ·
309 ·
315 ·
316 ·
317 ·
318 ·
663 · Tsjecho-Slowakije: 310 ·
311 ·
312 ·
313 · Nederland: 320 ·
321 ·
322 · Frankrijk: 326 ·
327 ·
328 ·
329 ·
340 ·
341 ·
342 ·
343 ·
344 ·
345 ·
346 ·
347 · Noorwegen: 330 ·
331 ·
332 ·
333 ·
334 · Griekenland: 335 ·
336 · België: 349 ·
350 · Joegoslavië: 351 ·
352

Royal Auxiliary Air Force:

Speciale Reserve: 500 ·
501 ·
502 ·
503 ·
504 · Auxiliary Air Force: 600 ·
601 ·
602 ·
603 ·
604 · 
605 ·
606 ·
607 ·
608 ·
609 ·
610 ·
611 ·
612 ·
613 ·
614 ·
615 ·
616